# 依格孜牙组
依格孜牙组是位于中国新疆英吉沙县一带的上白垩世地层，1975年由新疆石油局地调处107/75队王爱民等命名。该地层以浅紫、紫灰、褐红色块状灰岩、砂质灰岩、泥质灰岩为主，间夹浅灰、灰黄色块状灰岩、砂质灰岩、泥质灰岩以及少量的砾状灰岩、石英质细砂岩、泥岩等。